# Lascoria antigone
Lascoria antigone là một loài bướm đêm thuộc họ Noctuidae. Nó được tìm thấy ở miền trung và Nam Mỹ, bao gồm Surinam và Costa Rica.